# 安元健
安元 健（やすもと たけし、1935年（昭和10年）2月22日 - ）は、日本の水産化学者、食品化学者である。

## 人物
沖縄県に生まれる。1957年東京大学農学部水産学科卒業、1959年同大学院農学系研究科修士課程修了。1960年同博士課程中退後、同大学の助手となり教鞭を執る。1966年、農学博士（東京大学）。1969年（昭和44年）に東北大学農学部の助教授となり、1977年（昭和52年）には教授に就任した。その後は科学技術振興機構内の沖縄県地域結集型共同研究事業研究統括に就任し、同地に生息する魚介類の食中毒に関する研究に携わる。
その研究成果として、フグ毒（テトロドトキシン）類の化学構造の決定やその毒を生産する細菌の発見、二枚貝における麻痺の症状・下痢の症状の原因となっている毒成分の化学構造の解明などがある。また500年もの間証明されなかった、南方に生息する魚類が持つシガテラ毒に関しても安元が研究したことにより、原因毒素の化学構造や毒化作用機構などが証明される。これらの業績により多くの賞を受賞した。1998年（平成10年）に東北大学を退官し、同大学の名誉教授となる。2016年（平成26年）には日本学士院会員に選出された。

## 受賞・栄典
- 1977年（昭和52年）- 日本水産学会奨励賞
- 1989年（平成元年）- 国際有毒プランクトン学会賞
- 1992年（平成4年）- 日本農芸化学会賞[2]
- 1994年（平成6年）- P. J. Scheur賞[2]
- 1995年（平成7年）- 内藤記念科学振興賞[2]
- 1997年（平成9年）- 日本農学賞 読売農学賞[2]
- 1999年（平成11年）- 紫綬褒章
- 2004年（平成16年）- 日本学士院賞・恩賜賞[1][2]
- 2006年（平成18年）- 中西賞[2]
- 2010年（平成22年）- 瑞宝中綬章[2]

## 著書
- 『化学で探る海洋生物の謎』